# Oxford County (Maine)
Oxford County is een county in de Amerikaanse staat Maine.
De county heeft een landoppervlakte van 5.382 km² en telt 54.755 inwoners (volkstelling 2000). De hoofdplaats is South Paris.